# Seth (Musiker)
Seth (jap. セズ, anfangs M.J.Seiji, dann auch Seiji; * 9. August 1972 in Japan) ist ein japanischer Musiker und trat erstmals im Jahr 1993 unter dem Namen Seiji auf. Bekannt wurde er durch sein Wirken im Soloprojekt Moi dix Mois des Visual-Kei-Künstlers Mana.

## Aktivitäten

### After Image
Seiji gründete im Juni 1993 zusammen mit einem Freund und Keyboardisten Hiron (飛龍) sowie zwei weiteren Mitgliedern, dem Gitarristen Rayka (麗華) und Bassisten Miyu (美優) die Band After Image. Letzterer spielte zuvor in der Band Girl’e als Gitarrist, zusammen mit den Gründern von Malice Mizer Mana, der sich damals noch Serina nannte, und Közi. After Image hatten einen eher mittelmäßigen Erfolg, brachte aber dennoch am 1. Februar 1995 ein Mini-Album mit dem Namen 黒い結晶 (dt. kuroi kesshou) auf den Markt. Des Weiteren erschien ebenfalls 1995 ein Omnibus-Album mit dem Namen Who’s Next Cry-Max Pleasure Super~Loud,Trance and Violence for Extacy~, auf dem ein Track der Band zu finden war. 1997 schließlich löste sich die Band auf.

### Amadeus
Nach dem Aus von After Image rief Seiji eine neue Band mit dem Namen Amadeus ins Leben, deren Besetzung bis auf Raykas Ausstieg der von After Image glich. Das jetzt die Gitarre fehlte, hatte zur Folge, dass sämtliche Kompositionen, die übrigens fast ausschließlich von Hiron stammten, jetzt stark nach einem überkünstlichen Synthesizer klangen. Dennoch hatte die Band mehr Erfolg als After Image. Nachdem die Band die Sängerin Nene als Verstärkung aufgenommen hatte, erschien bereits im Februar 1998 das erste Mini-Album ルートヴィヒの肖像 (dt. ludwig no shouzo) und wenig später im September ein weiteres Mini-Album mit dem Namen In the mist. Viele Lives wurden bestritten und auch dokumentiert, schließlich erschien am 8. April 2000 das Live-Video 冷えた心に闘争を (dt. hieta kokoro ni tousou o) und kurz danach am 13. Juni das letzte Album 未完の五線譜と暗闇の迷宮 (dt. mikan no gosenfu to kurayami no meikyuu), was sich als eine Kombination der beiden ersten Mini-Alben mit einem zusätzlichen Track namens ave maria entpuppte. Ende 2000 löste sich die Band schließlich auf.

### AC Blandish / One
Über Seijis Arbeit in diesen beiden Bands ist nichts bekannt. Er blieb bei beiden Bands nur jeweils ein halbes Jahr.

### Brain Hacker
Zwei Monate nachdem die Band von Kazune, einem ehemaligen Support-Keyboarder von Malice Mizer und Drummer Masashi, der 2003 die Band verließ, gegründet wurde, stieß Seiji dazu. Komplettiert wurden sie durch zwei weitere Mitglieder, Gitarrist Yossy und Bassist Nobu, die Ende des Jahres 2002 zunächst als Support aufgenommen, bald darauf aber Anfang des Jahres 2003 als offizielle Mitglieder gehandelt wurden. Kurz darauf erschien ihr erstes Album hΨ=0 (sprich: h phai equals zero), in den folgenden Monaten wurden bei ihren Livekonzerten auch kostenlose Exemplare ihrer Maxi-Single Coin/カリスマ (dt. Coin/Charisma) verteilt. 2004 schließlich brachten sie die Maxi-Single 繋がれた瞳の中の記憶 (dt. tsunagareta hitomi no naka no kioku) auf den Markt. Nach dem Erscheinen ihrer bisher letzten Single ドッキリホラーショー (dt. dokkiri horror show) verstummten ihre Release-Aktivitäten, Live-Konzerte gab es jedoch weiterhin regelmäßig, zuletzt am 15. Januar 2007. Seiji ist derzeit parallel zu seinen Aktivitäten bei Moi dix Mois weiterhin Mitglied der Band.

### Hizaki
Während seiner Zeit bei Brain Hacker wurde Seiji vom Musiker Hizaki dazu angeheuert, für seine CD Dance with grace den Song Mizerable zu singen. Er gab aber auf einer Comment-CD, die im Release Grace Special Package von Hizaki enthalten war, an, dass es unglaublich schwer gewesen sei, dem Song gerecht zu werden. Seiji trat danach noch auf wenigen Lives mit Hizaki auf. Außer diesem einen Song gab es keine weiteren Aktivitäten zusammen mit Hizaki.

### Moi dix Mois
Ende des Jahres 2005 wurde der neue Sänger Seth als Nachfolger von Juka den Mitgliedern von Manas Fanclub mon+amour vorgestellt. Es gab jedoch bis heute kein offizielles Statement zu seiner Herkunft oder seiner musikalischen Vergangenheit seitens des Plattenlabels Midi:Nette. Man geht davon aus, dass die Band einen größeren Medienrummel verhindern will, insbesondere, da Seth bisher seine Aktivitäten als Sänger von Brain Hacker nicht eingestellt hat. Eindeutige Identifizierungsmerkmale, wie die Tattoos von Seiji, konnten bei Seth bisher noch nicht ausfindig gemacht werden, da er die entsprechenden Stellen (Bauch und linker Oberarm) geschickt verdeckt hält. Seths erste Aktivität innerhalb der Band waren Anfang 2006 die Aufnahmen zum Mini-Album Beyond the Gate. Kurz vor dessen Release am 3. März gaben Moi dix Mois ihr erstes Konzert in der neuen Formation für Manas Fanclub mon+amour, nach dem Release folgten dann zwei Europa-Konzerte am 17. März in Paris und am 19. März, Manas Geburtstag, in Berlin. Die neu geformte Band fand zwar wie schon zuvor mit der alten Formation großen Anklang, jedoch hagelte es von Seiten der Fans eine große Menge Kritik bezüglich des neuen Sängers. Deren Meinung nach sei Seth nicht vergleichbar mit seinem Vorgänger, seine Stimme sei nicht ausgebildet genug. Kritiker behaupteten sogar, er wäre nur eine Übergangslösung für Mana.
Mana kündigte eine monatliche Konzertphase an, die im Dezember 2006 mit einer so genannten Last Year Party enden sollte, ein beliebtes Show-Event, auf dem die Band zusammen mit einigen anderen Künstlern schon in den vergangenen Jahren regelmäßig lustige Einlagen, Gags und Parodien zum Besten gab und selbstverständlich auch live auftrat. Zwischen den Lives traten Moi dix Mois Anfang Juni beim Wave-Gotik-Treffen in Leipzig auf. Für die Band eine etwas unangenehme Erfahrung, da die Nutzung privater Kameras und dergleichen während des Konzertes gestattet war. Mana äußerte seinen Unmut darüber in einem späteren Interview. Anfang Oktober erschien die Maxi-Single Lamentful Miss, die neben dem Thematrack auch zwei Remixes von Songs aus der Juka-Ära, forbidden und Perish, enthielt. Als sich dann alles zur Last Year Party einstellte, musste sich jeder ein Konzept für seinen Teil der Show ausdenken. Seth trat als 梅沢背酢男 (dt. umezawa setho) mit einem Gesangspart auf, der von Drummer Hayato mit Spezialeffekten unterstützt wurde. Im März 2007 erschien schließlich das Album DIXANADU. Im gleichen Jahr wurde die Europa-Tour Dixanadu - faited raison d’être Europe tour bestritten. Das Konzert in Paris während dieser Tour, wurde 2008 als Live-DVD veröffentlicht. Als fünftes Studioalbum kam 2010 D+Sect auf den Markt.

### Art Cube
Nachdem die Band Brainhacker sich trennte, gründete Seth, der bei Moi dix Mois als Sänger aktiv ist, gemeinsam mit den ehemaligen Brainhacker-Mitgliedern Yossy, NoBu und Kazune, die sich jetzt Y, N und M nennen, gemeinsam mit Schlagzeuger Shizuki (zuvor Pierrot) die Band Art Cube. Art Cube versteht sich laut den Band-Mitgliedern als der zweite Teil von Brainhacker selber. Das erklärte Konzept der Band ist „Nur die Dunkelheit erhellt die Welt des Tribal Gothic“, dementsprechend ist die Band von einem düsteren Klang gekennzeichnet. Im musikalischen Spektrum sind Balladen, schnelle Lieder, Piano und Flöten enthalten. Seitdem die Band ihr Debüt in der Meguro-Rock-Maykan-Halle gab, entwickelte sich ihr ästhetischer und musikalischer Sound stetig weiter, und die Band schaffte es eine Europa-Pressung ihres Minialbums Shitsu Raku chou zu veröffentlichen und noch zwei Konzerte in Frankreich zu spielen. Keyboarder M musste die Band aufgrund von gesundheitlichen Gründen verlassen. Trotzdem veröffentlichte die Band ein Best-of Album im Dezember anlässlich ihres dritten Band-Jubiläums.

## Diskographie
After Image
- 黒い結晶 (kuroi kesshou)

Amadeus
- ルートヴィヒの肖像 (ludwig no shouzou)
- In the mist
- 冷えた心に闘争を (hieta kokoro ni tousou o)
- 未完の五線譜と暗闇の迷宮 (mikan no gosenfu to kurayami no meikyuu)

Brain Hacker
- hΨ=0
- Coin/カリスマ (coin/charisma)
- 繋がれた瞳の中の記憶 (tsunagareta hitomi no naka no kioku)
- ドッキリホラーショー (dokkiri horror show)

Hizaki
- Dance with grace (nur Mizerable von Seiji gesungen)

Moi dix Mois
- siehe: Moi dix Mois